# Pud

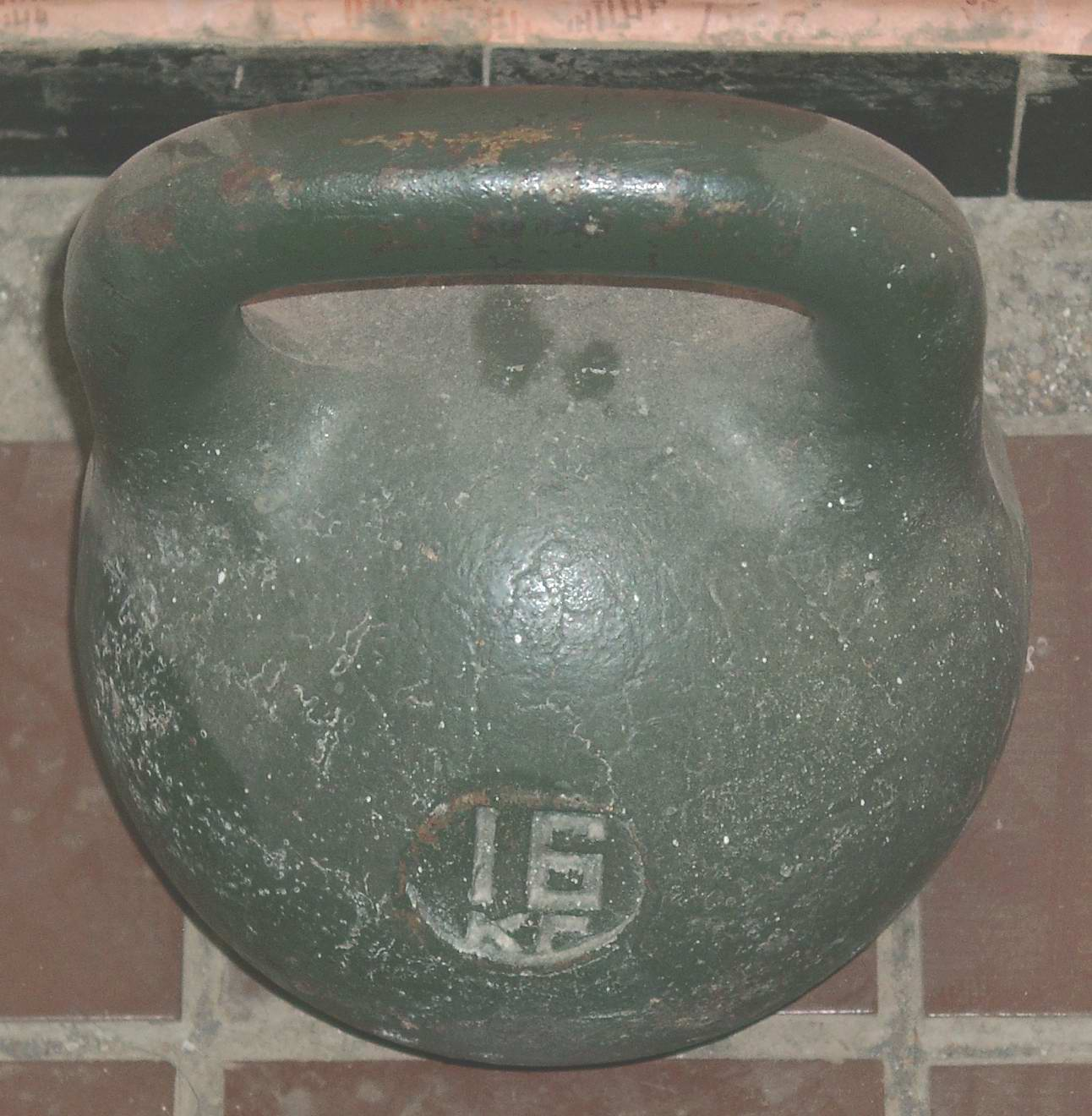
1 pudos gömbsúlyzó

A pud egy Oroszországban 1924-ig használt tömeg- és súlyegység.
Az eredetileg a takarmány mérésére szolgáló súlyegység máig fennmaradt az orosz gömbsúlyzók méretezésénél.
Valamivel több mint 16 kg. 
1 pud egész pontosan 16380,48 gramm.

## Külső hivatkozások
- Átváltása